# Villa Conchi (Sant Iscle de Vallalta)
La Villa Conchi és una obra de Sant Iscle de Vallalta (Maresme) inclosa a l'Inventari del Patrimoni Arquitectònic de Catalunya.

## Descripció
Casa que fa cantonada, té una planta baixa i pis i està coberta a dues aigües. A la façana principal trobem la porta principal i dues finestres de la planta baixa i, al primer pis, tres finestres: dues amb llinda i una d'estil gòtic, molt interessant. Sembla que aquesta resta de la construcció que hi havia anteriorment, doncs aquest pany de paret a estat restaurat i canviat. A l'altre façana, hi ha una finestra a la planta baixa, i al pis, un balcó. A la cantonada hi havia una figura d'algun sant o verge, però ara només hi ha la capelleta. Com a decoració hi ha ceràmica blanca i blava.